# Bunkamura
El Bunkamura (en japonés: ぶんかむら) es una sala de conciertos, teatro y museo situado en Shibuya, en la ciudad de Tokio, la capital del país asiático de Japón. El lugar es operado por la empresa Tokyu Group.
Las cuatro sedes principales son:
- Sala Orchard: 2.150 asientos
- Teatro Cocoon: 747 asientos
- El Museo: exposiciones de arte
- El Cine: teatro de cine